# نهاية الحفل (دراما)
نهاية الحفل (بالإنجليزية: Fin de fiesta)‏ هو مصطلح درامي يشير إلى مؤلفة أدبية أو قطعة مسرحية قصيرة كان ينتهي بها العرض المسرحي، الذي كان يقدم في ترتيب محدد. فكان العرض يبدأ بدخول الآلات الموسيقية، التي تصحبها الأغاني في بعض الأحيان، وقبل الدراما الرئيسية، كان يتم عرض قطعة من المديح لجذب تعاطف الجمهور. وفيما بين فصلي المسرحية الأول والثاني كان يقدم فاصل تمثيلي، وبين الفصلين الثاني والثالث كان يعرض رقصة درامية. ثم ينتهي العرض بما يسمى نهاية أو ختام الحفلة، ويقوم المؤلَّف بدوره بتقديم فاصل تمثيلي آخر أو مهزلة شعبية قصيرة أو غيرها. ويعد حفل زفاف العم كاركوما للويس مونثين والذي ظهر عام 1798 أول نهاية تم تقديمها.